# Chemilly (Allier)
Chemilly és un municipi francès, situat al departament de l'Alier i a la regió d'Alvèrnia-Roine-Alps. L'any 2007 tenia 630 habitants.

## Demografia

### Població
El 2007 la població de fet de Chemilly era de 630 persones. Hi havia 262 famílies de les quals 56 eren unipersonals (20 homes vivint sols i 36 dones vivint soles), 103 parelles sense fills, 91 parelles amb fills i 12 famílies monoparentals amb fills.
La població ha evolucionat segons el següent gràfic:
Habitants censats

### Habitatges
El 2007 hi havia 279 habitatges, 261 eren l'habitatge principal de la família, 11 eren segones residències i 7 estaven desocupats. 274 eren cases i 2 eren apartaments. Dels 261 habitatges principals, 199 estaven ocupats pels seus propietaris, 59 estaven llogats i ocupats pels llogaters i 3 estaven cedits a títol gratuït; 3 tenien dues cambres, 43 en tenien tres, 81 en tenien quatre i 135 en tenien cinc o més. 218 habitatges disposaven pel capbaix d'una plaça de pàrquing. A 81 habitatges hi havia un automòbil i a 160 n'hi havia dos o més.

### Piràmide de població
La piràmide de població per edats i sexe el 2009 era:
| Homes | Edats   | Dones |
| ----- | ------- | ----- |
| 0     | 95 o +  | 0     |
| 0     | 90 a 94 | 0     |
| 0     | 85 a 89 | 4     |
| 4     | 80 a 84 | 4     |
| 16    | 75 a 79 | 4     |
| 12    | 70 a 74 | 12    |
| 16    | 65 a 69 | 16    |
| 8     | 60 a 64 | 4     |
| 20    | 55 a 59 | 16    |
| 32    | 50 a 54 | 40    |
| 36    | 45 a 49 | 48    |
| 12    | 40 a 44 | 32    |
| 20    | 35 a 39 | 4     |
| 20    | 30 a 34 | 20    |
| 8     | 25 a 29 | 12    |
| 28    | 20 a 24 | 8     |
| 8     | 15 a 19 | 16    |
| 12    | 10 a 14 | 16    |
| 8     | 5 a 9   | 16    |
| 20    | 0 a 4   | 4     |

## Economia
El 2007 la població en edat de treballar era de 430 persones, 325 eren actives i 105 eren inactives. De les 325 persones actives 313 estaven ocupades (155 homes i 158 dones) i 12 estaven aturades (4 homes i 8 dones). De les 105 persones inactives 49 estaven jubilades, 23 estaven estudiant i 33 estaven classificades com a «altres inactius».

### Ingressos
El 2009 a Chemilly hi havia 264 unitats fiscals que integraven 635 persones, la mediana anual d'ingressos fiscals per persona era de 18.122 €.

### Activitats econòmiques
Dels 16 establiments que hi havia el 2007, 1 era d'una empresa alimentària, 1 d'una empresa de fabricació de material elèctric, 6 d'empreses de construcció, 2 d'empreses de comerç i reparació d'automòbils, 1 d'una empresa d'hostatgeria i restauració, 3 d'empreses de serveis i 2 d'empreses classificades com a «altres activitats de serveis».
Dels 6 establiments de servei als particulars que hi havia el 2009, 2 eren guixaires pintors, 1 fusteria, 1 lampisteria, 1 electricista i 1 restaurant.
L'únic establiment comercial que hi havia el 2009 era una fleca.
L'any 2000 a Chemilly hi havia 17 explotacions agrícoles que ocupaven un total de 1.044 hectàrees.

## Equipaments sanitaris i escolars
El 2009 hi havia una escola elemental.

## Poblacions més properes
El següent diagrama mostra les poblacions més properes.